# Bengt Andersson (regissör)
Bengt Eric Andersson, född 9 februari 1956 i Slottsstaden, Malmö, är en svensk regissör, mimare och konstnärlig ledare.

## Karriär
Andersson är utbildad bland annat vid Östra Grevie folkhögskola, vid Teater Schahrazad och i Japan för butohmästaren Kauzo Ohno. Sedan 1980-talet har han varit verksam som mimare och regissör vid framför allt Mimensemblen (sedermera Nya mimensemblen, numera Teater Tre) i Stockholm, men även på bland annat VAT Teater i Tallinn, Marionetteatern, Teater 23 i Malmö, Cirkus Cirkör samt Skottes Musikteater i Gävle. Från 1994 har han varit konstnärlig ledare för Teater Tre. Sedan hösten 2011 är han verksamhetsledare för Barn & unga vid Riksteatern. 
Tillsammans med tonsättaren Thomas Bjelkeborn skapade han en Grävmaskinsbalett 2003, där grävmaskinernas ljud efterhand dränks i elektronisk musik från stora högtalare. På film har han medverkat i en liten roll i Suzanne Ostens Livsfarlig film (1988) och huvudroll i kortfilmen Skomakarens plågsamma tillstånd (1991).
Andersson har varit verksam internationellt, även som jurymedlem vid festivaler i Europa. Han är medlem av styrelse och programkommitté vid barnteaterorganisationen Assitej i Sverige.

## Filmografi
| År   | Roll       | Produktion                      | Noter    |
| ---- | ---------- | ------------------------------- | -------- |
| 1988 |            | Livsfarlig film                 |          |
| 1991 | Skomakaren | Skomakarens plågsamma tillstånd | Kortfilm |

## Teater

### Regi (ej komplett)
| År   | Produktion       | Upphovsmän                            | Teater     |
| ---- | ---------------- | ------------------------------------- | ---------- |
| 2003 | Cabaret Colorado | Christian Augrell och Bengt Andersson | Teater Tre |